# Silvania

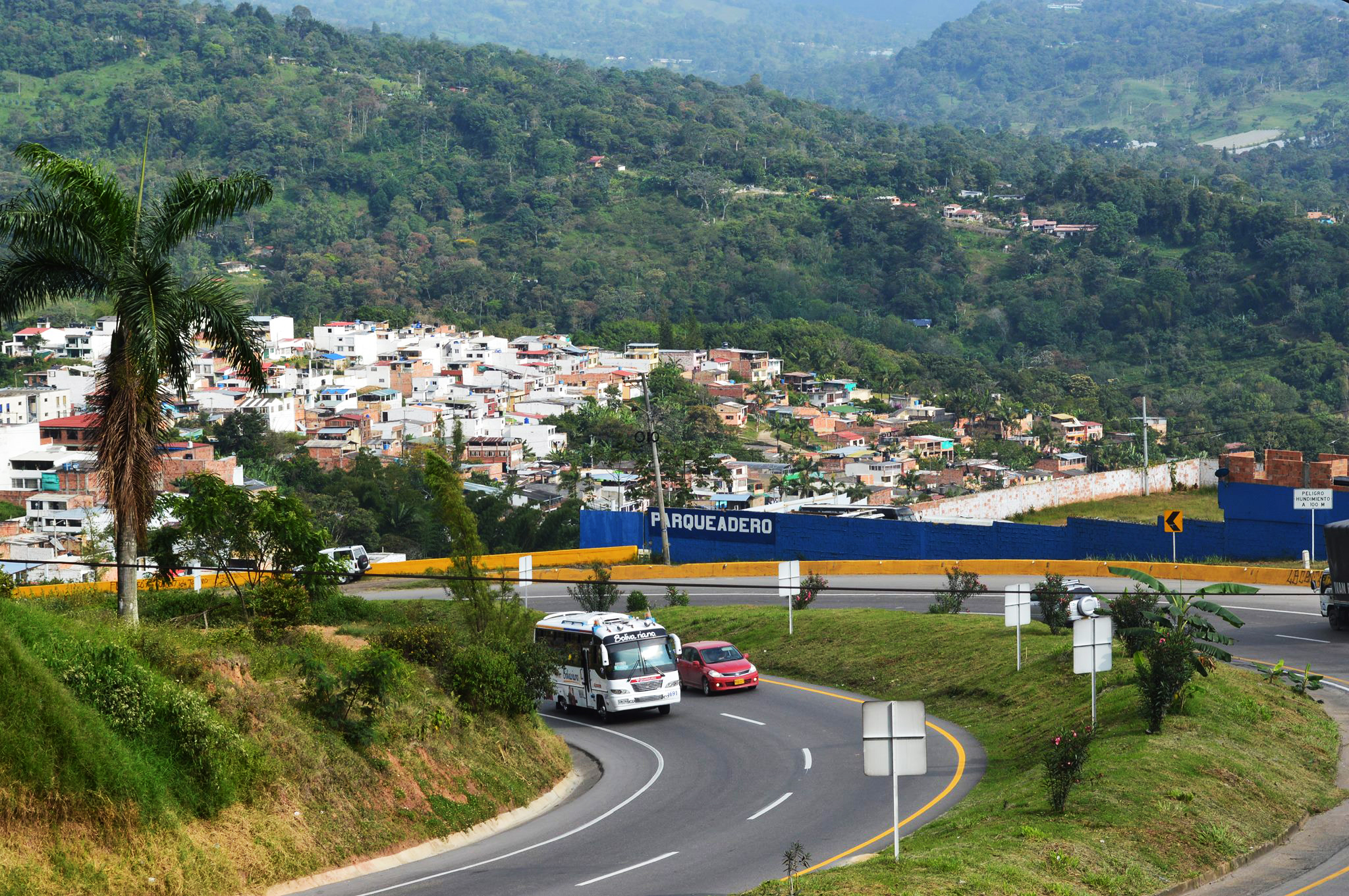
Silvania

Silvania és un municipi de Cundinamarca (Colòmbia), situat a la província del Sumapaz, a 44 km de Bogotà. En l'època de la conquesta es coneixia com a Subia o Uzathama i era habitat pels sutagaos. Va ser fundat per Ismael Silva el 21 de febrer de 1935.